# زمین‌لرزه ۱۹۷۹ اندونزی
زمین‌لرزه اندونزی  در تاریخ ۳۰ مه ۱۹۷۹ میلادی، برابر با ‎۹ خرداد ۱۳۵۸، ساعت ۹:۳۸:۵۲ به زمان یوتی‌سی در اندونزی رخ داد. ژرفای این زلزله ۶۰٫۶ کیلومتر بود، و بزرگی آن ۶٫۲ در مقیاس Mw اعلام شده‌است. زمین‌لرزه به وقت محلی در روز چهارشنبه، ساعت ۱۷ روی داده و منطقه زمانی آن یوتی‌سی +۸ بوده‌است .
سازمان زمین‌شناسی آمریکا نیز رومرکز این زمین‌لرزه را در مختصات ۸°۱۲′۲۵″جنوبی ۱۱۵°۵۶′۵۶″شرقی / ۸٫۲۰۷°جنوبی ۱۱۵٫۹۴۹°شرقی و ژرفای آن را در ۲۵ کیلومتر گزارش کرده‌است. بزرگی برگزیدهٔ این سازمان از میان بزرگیهای محاسبه‌شدهٔ مختلف ۶٫۱ در مقیاس Mb بوده و از دید اثر، در میان چهار دسته‌بندی «نامحسوس»، «محسوس»، «زیان‌آور» یا «با تلفات»، زلزله را «با تلفات» اعلام کرده‌است.
پروژهٔ «تنسور گشتاور مرکزوار» زاویه‌های (راستا، شیب، ریک) گسل سازندهٔ زمین‌لرزه و صفحه عمود بر آن را (°۷۹، °۱۸، °۸۴) یا (°۲۶۵، °۷۲، °۹۲) و نوع گسل را «معکوس» فرارسانده‌است.
شمار کشتگان زلزله حدود ۲۲ نفر، زخمیان ۴۸ نفر و تعداد بی‌خانمان شدگان نیز ۱۸۰۰۰ نفر برآورد شده‌است.